# Scaphoideus relatus
Scaphoideus relatus är en insektsart som beskrevs av Barnett 1977. Scaphoideus relatus ingår i släktet Scaphoideus och familjen dvärgstritar. Inga underarter finns listade i Catalogue of Life.